# Tiānbiān yī duǒ yún
Tiānbiān yī duǒ yún é um filme de drama taiwanês de 2005 dirigido e escrito por Tsai Ming-liang. Foi selecionado como representante de Taiwan à edição do Oscar 2006, organizada pela Academia de Artes e Ciências Cinematográficas.

## Elenco
- Lee Kang-sheng - Hsiao-kang
- Chen Shiang-chyi - Shiang-chyi
- Lu Yi-ching - Mãe
- Yang Kuei-mei
- Sumomo Yozakura